# مالكوم تمبلتون
مالكوم تمبلتون (بالإنجليزية: Malcolm Templeton)‏ هو دبلوماسي نيوزيلندي، ولد في 12 مايو 1924 في دنيدن في نيوزيلندا، وتوفي في 11 سبتمبر 2017.